# ادوارد لسیمور
ادوارد لسیمور (انگلیسی: Edward Lessimore; ۲۰ ژانویهٔ ۱۸۸۱ – ۷ مارس ۱۹۶۰) تیرانداز اهل بریتانیا بود.
وی در مسابقات کشوری و بین‌المللی در مجموع برندهٔ ۱ مدال طلا شده‌است.